# Инверури
Инверу́ри (англ. Inverurie, скотс Innerurie, гэльск. Inbhir Uaraidh) — город в округе Абердиншир, на северо-востоке Шотландии. Расположен по берегам рек Дон и Юри, и окружён сельскохозяйственными угодьями.

## Этимология
Название города (англ. Inverurie) происходит от гэльского «Inbhir Uraidh» — «устье Юри» (по названию реки Юри, впадающей в Дон на юге города). До конца XIX века по-английски название города писалось как «Inverury». Изменения были внесены, чтобы избежать при почтовом сообщении путаницы с городом Инверарей (англ. Inveraray) в Аргайле, поскольку было сочтено, что буквы «A» и «U» слишком похожи при рукописном написании адреса.

## История
По легенде Инверури был основан в XIV веке Дэвидом Хантингтоном — графом Гариоха, братом Малкольма IV, прапрадедом Роберта I. За пять веков до этого была основана Церковь Инверури (с 1929 года — Южная приходская церковь, в настоящее время известна как Приходская церковь Святого Андрея).
Однако самая ранняя королевская грамота относительно статуса Инверури датируется 1558 годом. Современное развитие города началось после строительства в 1806 году Абердинширского канала, связавшего Абердин и Инверури.
При Инверури состоялось 3 известных сражения:
- битва при Инверури в мае 1308 года (в ходе войны за независимость Шотландии).
- битва при Харлоу 24 июля 1411 года.
- битва при Инверури 23 декабря 1745 года (в ходе сражений при втором восстановлении монархии якобитами).

Открытие в 1905 году паровозостроительного завода, проработавшего здесь до 1969 года, привело к небольшому увеличению размеров города и росту благосостояния, однако завод закрылся до «нефтяного бума» последней четверти XX века, не дав городу развиться в большей степени.

## Экономика
Основа экономики Инверури — сельское хозяйство. На юго-востоке от Инверури находится крупнейший скотный рынок в Шотландии.
С 1905 по 1969 годы в Инверури работал паровозостроительный завод. В Инверури работала фабрика по производству бумаги International Paper, закрытая в 2009 году.
После обнаружения в Северном море нефтяных месторождений в середине 70-х годов XX века в Инверури появилось несколько нефтесервисных компаний.

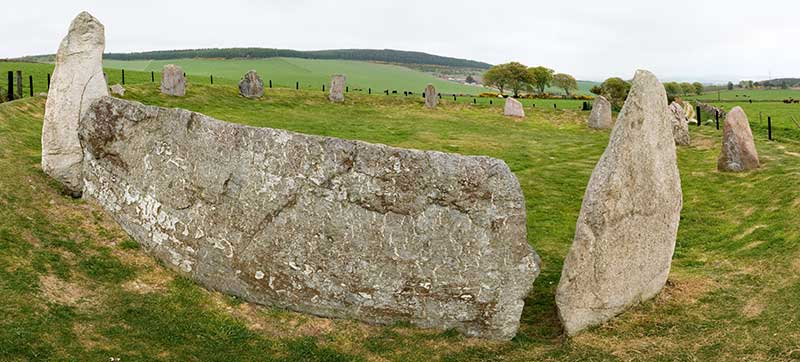
Лежачий кромлех Истер-Акухортис

## Достопримечательности
- Приходская церковь Святого Андрея (IX век).
- Замок Инверэри (XVIII век).
- В нескольких километрах от Инверури находится лежачий кромлех Истер-Акухортис.